# Kłódzie
Kłódzie – wieś w Polsce położona w województwie mazowieckim, w powiecie siedleckim, w gminie Skórzec. Ma status sołectwa.
Wierni Kościoła rzymskokatolickiego należą do parafii Świętej Trójcy w Żeliszewie Podkościelnym.
W latach 1975–1998 miejscowość administracyjnie należała do województwa siedleckiego. 
Z miejscowością związana jest pisarka Maria Buyno-Arctowa.
We wsi działa założona w 1931 roku jednostka Ochotniczej Straży Pożarnej.